# Luka Božić
Luka Božić (Bjelovar, 29. travnja 1996.) hrvatski je košarkaš. Igra na poziciji bek šutera, za Lleidu na posudbi iz Valencije.
Božić je karijeru započeo u Bjelovaru gdje je proveo tri sezone igrajući u Drugoj hrvatskoj ligi. Karijeru nastavlja u KK Puli 1981 pa u KK Zagrebu za koji je potpisao 2014. godine.
U rujnu 2017. godine potpisao je dvogodišnji ugovor sa KK Zadrom. Igrajući za Zadar, Božić je u uzastopnim sezonama Jadranske lige (2017./'18. i 2018./'19.) bio najbolji u skoku s prosjekom od 7,8 i 7,2 skokova po utakmici.
U sezoni 2019./'20. potpisao je ugovor s ekipom Budućnosti iz Podgorice. Imao je ograničenu ulogu u momčadi, s prosjekom od samo 3,5 poena i 1,5 skokova u 15 utakmica. Cijelu sezonu 2020./'21. proveo je kao slobodan igrač.
U srpnju 2021. godine, nakon godinu dana izbivanja, potpisao je za bosanskohercegovački klub KK Široki. Božić je igrajući za Široki u 13 utakmica Druge jadranske lige prosječno bilježio 21,5 koševa i 7 skokova.
U kolovozu 2022. Božić se vratio u KK Zadar, potpisavši kratkoročni ugovor s mogućnošću produljenja. Tijekom sezone 2022./'23 Božić je u 25 utakmica regularnog dijela Jadranske lige prosječno bilježio 22 poena, 9,8 skokova i 6,4 asistencije. Za svoje nastupe proglašen je najkorisnijim igračem Jadranske lige. U ljeto 2024. prešao je u Valenciju odakle je poslan na posudbu u Lleidu.